# Cerić
Cerić is een plaats in de gemeente Nuštar in de Kroatische provincie Vukovar-Srijem. De plaats telt 1460 inwoners (2001).